# Stor-Mörttjärnen (Hortlax socken, Norrbotten)
Stor-Mörttjärnen är en sjö i Piteå kommun i Norrbotten och ingår i Jävreåns huvudavrinningsområde.